# Timea mixta
Timea mixta är en svampdjursart som först beskrevs av Topsent 1896.  Timea mixta ingår i släktet Timea och familjen Timeidae. Inga underarter finns listade i Catalogue of Life.